# Schloss Waikhartsberg

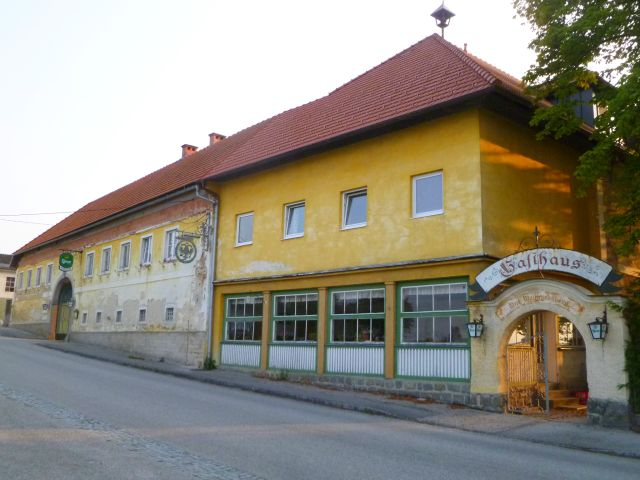
Gut Waikhartsberg heute

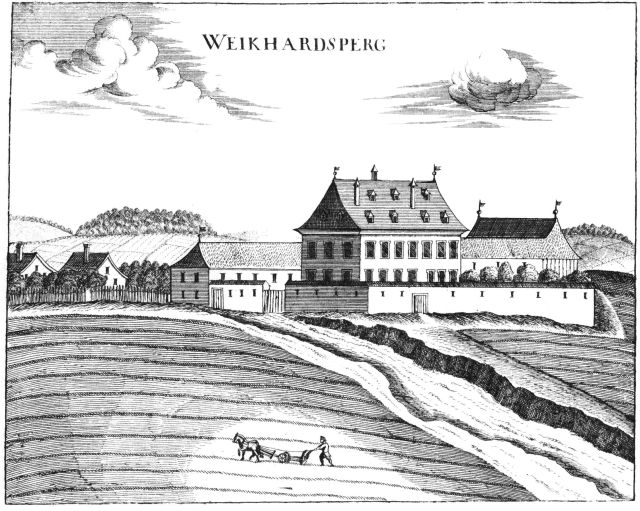
Schloss Waikhartsberg nach einem Stich von Georg Matthäus Vischer von 1674

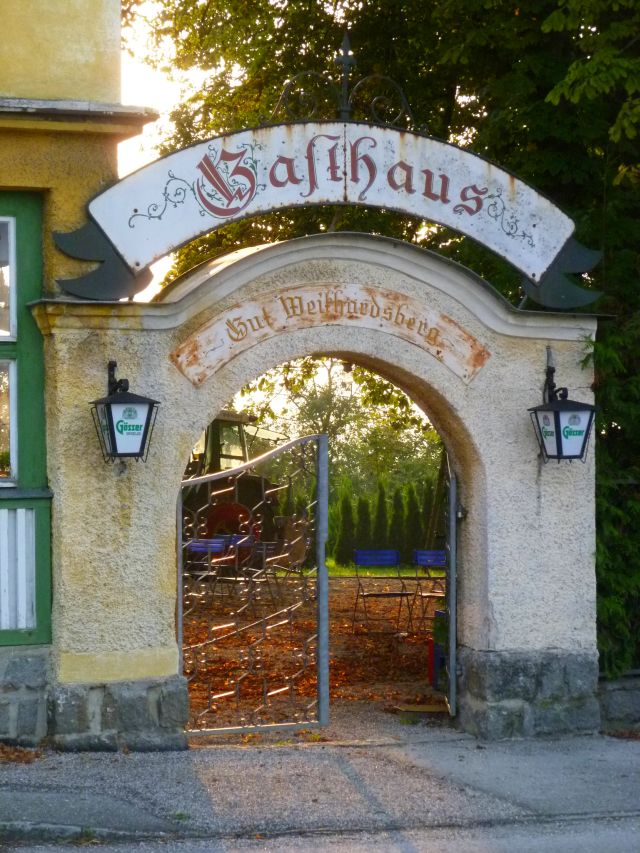
Eingang zum Gastgarten von Gut Waikersberg

Das Schloss Waikhartsberg, heute Gut Waikhartsberg, liegt im gleichnamigen Ortsteil der Gemeinde Waizenkirchen im Bezirk Grieskirchen von Oberösterreich.

## Geschichte
Die erste urkundliche Erwähnung stammt aus dem Jahre 1625; als Besitzer wird Ehrenreich von Pranckh genannt. Da das Schloss damals bereits als adeliger Sitz bezeichnet wird, dürfte es viel früher entstanden sein. Nachfolger im Besitz war Christoph Helmhart von Weißenwolff. Dieser verkaufte 1680 das Schloss an Graf Leopold von Kueffstein (Kuefstein). 1750 wurde der Besitz zum Heiratsgut der Leopoldine, Tochter des Grafen Priesgott von Kueffstein, bestimmt. Auf diesem Weg gelangte es an den Grafen Johann Weikhart von Spindler. Da dieser auch das Schloss Weidenholz besaß, wurden beide Güter zusammengelegt und Waikhartsberg folgte für einige Zeit allen Besitzveränderungen von Weidenholz. Gräfin Maria Spindler brachte beide Güter in die Ehe mit dem Grafen Johann Christoph von Gilleis ein. 1857 erheiratete General Graf Herrmann von Attems beide Güter, verkaufte aber nach einem Brande von Weidenholz 1876 beide an Josef Aichinger, der Waikhartsberg aus dem Gemeinschaftsbesitz herauslöste.

## Gut Waikhartsberg heute
1926 erwarb die Oberösterreichische Landesregierung den Besitz und stattete ihn als Praxishof für die landwirtschaftliche Winterschule von Waizenkirchen aus. Diese war dort über 20 Jahre untergebracht. Unter dem nächsten Besitzer Rudolf Pühringer wurde das Gut zu einem Hotelbetrieb ausgebaut. Seit 1968 steht der Besitz unter dem Namen „Gut Waikhartsberg“ im Eigentum der Familie Froßdorfer; er wird als Landwirtschaft und als Gastbetrieb geführt. Zurzeit sind größere Renovierungsarbeiten zu Gange.
Im ersten Stock befinden sich bemerkenswerte Kachelöfen und Wappenfresken.